# Alberto Nin Frías
Alberto Teodoro Antonino Augusto Nin Frías (Montevideo, 9 novembre 1878 – 27 marzo 1937) è stato uno scrittore uruguaiano naturalizzato argentino nel 1916.
Tra le sue opere si ricordano Studi religiosi (1906), Il romanzo del Rinascimento (1911) e Sordello Andrea (1912).